# Млечник сиреневый
Мле́чник сире́невый (лат. Lactárius lilacínus) — гриб рода Млечник (лат. Lactarius) семейства Сыроежковые (лат. Russulaceae). Условно-съедобен.

## Описание
- Шляпка ∅ 4—8 см, сначала плоская, затем воронковидная. Кожица сиреневато-розовая, опушённая, без концентрических зон.
- Пластинки приросшие к ножке или слегка нисходящие, частые, охристые, с розоватым оттенком.
- Споровый порошок белый. Споры округлые, орнаментированные.
- Ножка 3—8 см в высоту, ∅ 0,8—1,2 см, цилиндрическая, полая, прямая или изогнутая, охристая, сверху мучнистая.
- Мякоть беловато-розовая, с грибным запахом.
- Млечный сок обильный, белый, едкий.

## Экологияи распространение
Растёт в широколиственных и хвойных лесах в сыроватых местах, преимущественно под ольхой.
Сезон: сентябрь-октябрь.

## Синонимы

### Латинские синонимы
- Agaricus lilacinus Lasch, 1828 basionym
- Lactifluus lilacinus (Lasch) Kuntze, 1891

## Пищевые качества
Гриб условно съедобен. Употребляется в солёном виде вместе с другими грибами.